# Gal (Zeitung)
Gal (abchasisch/russisch Гал, mingrelisch გალი) ist eine seit 2003 erscheinende Zeitung aus Abchasien. Sie wird dreisprachig auf Russisch, Mingrelisch und Abchasisch alle zwei Monate veröffentlicht und hat eine Auflage von etwa 1.000 Exemplaren. Die im Rajon Gali (im Abchasischen Gal) herausgegebene Zeitung ist nach eigenen Angaben die einzige Zeitung in mingrelischer Sprache weltweit.